# Michael Brinkmeier
Michael Brinkmeier (né le 18 février 1968 à Rietberg-Neuenkirchen) est un homme politique allemand. De 2000 à 2012, il est député du Landtag pour la CDU en Rhénanie du Nord-Westphalie.

## Éducation et profession
Après le lycée Nepomucenum de Rietberg (de), Brinkmeier fait son service militaire de 1987 à 1988. Il étudie la physique de 1988 à 1990 à l'Université de Paderborn, de 1990 à 1991 à l'Université Georges-Auguste de Göttingen et de 1991 à 1992 à l'Université de Californie du Sud à Los Angeles, dont il obtient un Master of Science. De 1993 à 2000, il est assistant de recherche du lauréat du prix Nobel Manfred Eigen à l'Institut Max-Planck de chimie biophysique à Göttingen et à l'Institut Karolinska près de Stockholm. Il obtient son doctorat en décembre 1996.
De 1997 à 2000, il travaille comme consultant en gestion chez McKinsey & Co. Après s'être retiré de la politique, il travaille comme consultant en gestion pour Accenture.
Depuis le 1er juillet 2013 Michael Brinkmeier est directeur général de la Fondation allemande d'aide aux victimes d'AVC (de) à Gütersloh.

## Parti et fonction publique
Brinkmeier est membre de la CDU depuis 1987. En 1999, il devient membre du conseil d'administration de l'association d'arrondissement CDU à Gütersloh. Depuis 1999, il est membre du conseil de l'arrondissement de Gütersloh. Depuis le 2 juin 2000, il est député du Landtag de Rhénanie-du-Nord-Westphalie pour la circonscription électorale de Gütersloh III. Aux élections régionales de 2005 et 2010, il réussit à défendre son mandat direct. En 2012, il ne se présente plus au Landtag, son successeur dans la circonscription est l'ancien maire de Rietberg, André Kuper (de).

## Vie privée
Brinkmeier est marié et père de trois enfants. Il vit dans le village de Druffel.